# Radio Osase
La Radio Osase est une station de radio diocésaine communautaire, émettant depuis Tshumbe dans le Kasaï-Oriental en République démocratique du Congo. Radio Osase, « radio lumière » en langue tetela, est inaugurée le 17 mars 2006. Les premiers objectifs de la radio sont d'être un moyen d'évangélisation et de promotion humaine. Les villes et diocèses de Kindu, Kananga, Kabinda et Kole sont dans la zone de réception des ondes de la radio.